# 1804 Chebotarev
1804 Chebotarev è un asteroide della fascia principale. Scoperto nel 1967, presenta un'orbita caratterizzata da un semiasse maggiore pari a 2,4106257 UA e da un'eccentricità di 0,0216130, inclinata di 3,63479° rispetto all'eclittica.
L'asteroide è dedicato all'astronomo sovietico G. A. Chebotarev (1913-1975), direttore dell'Istituto di Astronomia Teorica dal 1964, noto per il suo lavoro su numerosi problemi di meccanica celeste riguardanti asteroidi, comete e satelliti.